# Фестиваль Пуччіні
Фестива́ль Пуччі́ні (італ. Festival Puccini) — щорічний літній оперний фестиваль, присвячений відомому італійському композиторові Джакомо Пуччіні, що відбувається в липні та серпні в Торре-дель-Ляґо в провінції Лука, в Італії, де Джакомо Пуччіні жив понад тридцять років, створюючи багато своїх шедеврів.
Фестиваль відбувається в театрі просто неба над озером Массачуколі, за 4 кілометри від пляжів В'яреджо на Тосканській рив'єрі та за 18 кілометрів від Пізи та Луки, місця народження Пуччіні. Оперні музиканти кожного року виконують чотири або п'ять опер та інші твори видатного італійського композитора. Багато постановок, створених на фестивалі, згодом з'явилися в оперних театрах по всьому світу.

## Історія

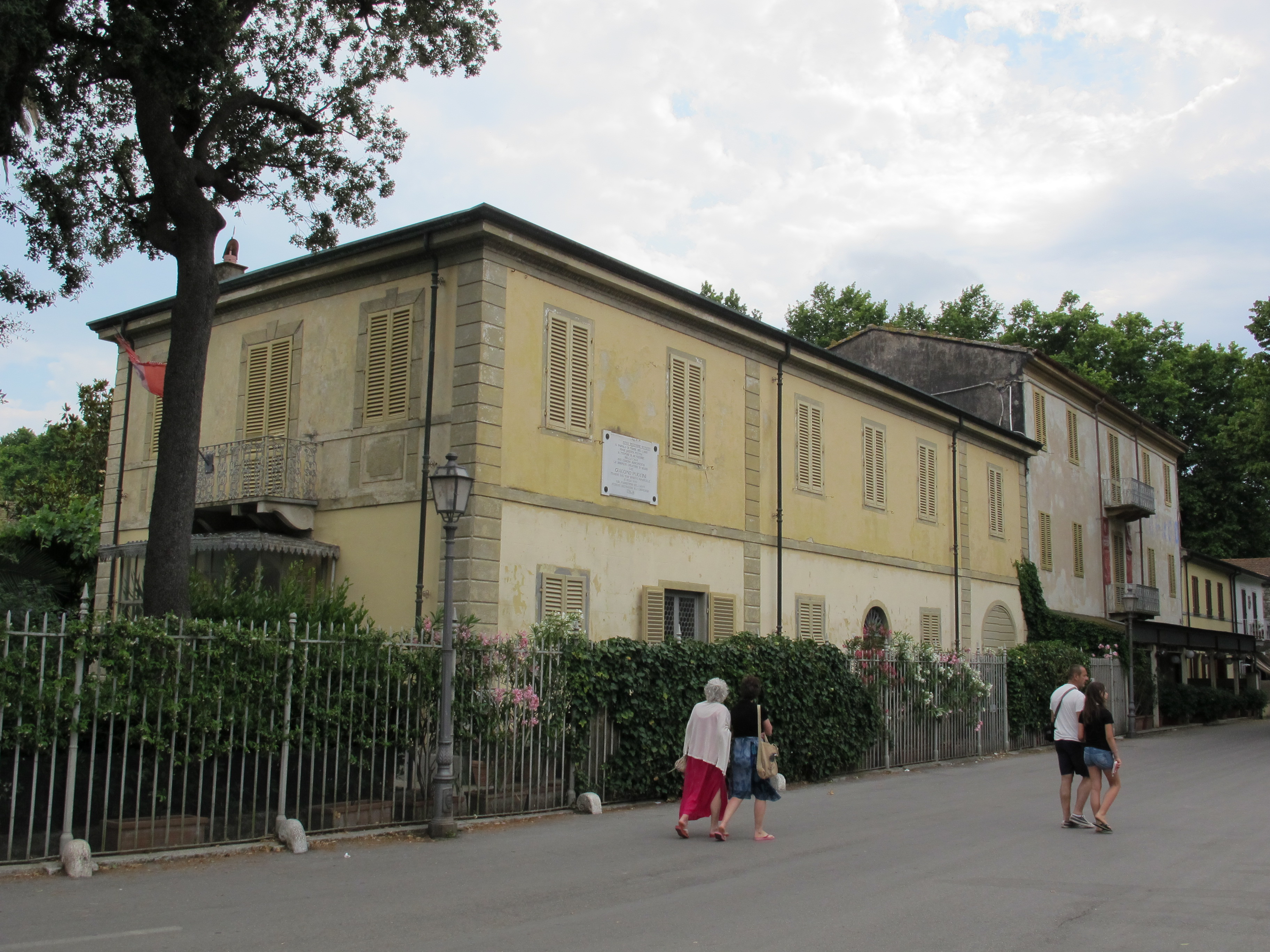
Вілла Джакомо Пуччіні
в Торре-дель-Ляґо

Щорічний літній оперний фестиваль Пуччіні був заснований у 1930 році. Як вважається, у 1924 році, безпосередньо перед від'їздом до клініки в Брюсселі для операції на горлі, Пуччіні сказав своєму другові Джовакіно Форцано, одному зі своїх лібретистів, «Я завжди приїжджаю сюди і беру човен, щоб постріляти в бекасів, але одного разу я хотів би приїхати сюди і послухати одну зі своїх опер просто неба».
24 серпня 1930 року разом з П'єтро Масканьї, який був однокурсником Пуччіні, Форцано поставив перші вистави опери Пуччіні на березі озера, перед будинком маестро. У тимчасовому театрі, зі сценою на палях вбитих в дно озера, мандрівна трупа з диригентом Масканьї виконала оперу «Богему» у постановці Форцано. У 1931 році Беньяміно Джильї та Аделаїда Сарацені знову виконали «Богему», а Розетта Пампаніні та Анджело Мікетті виконали «Мадам Баттерфляй».

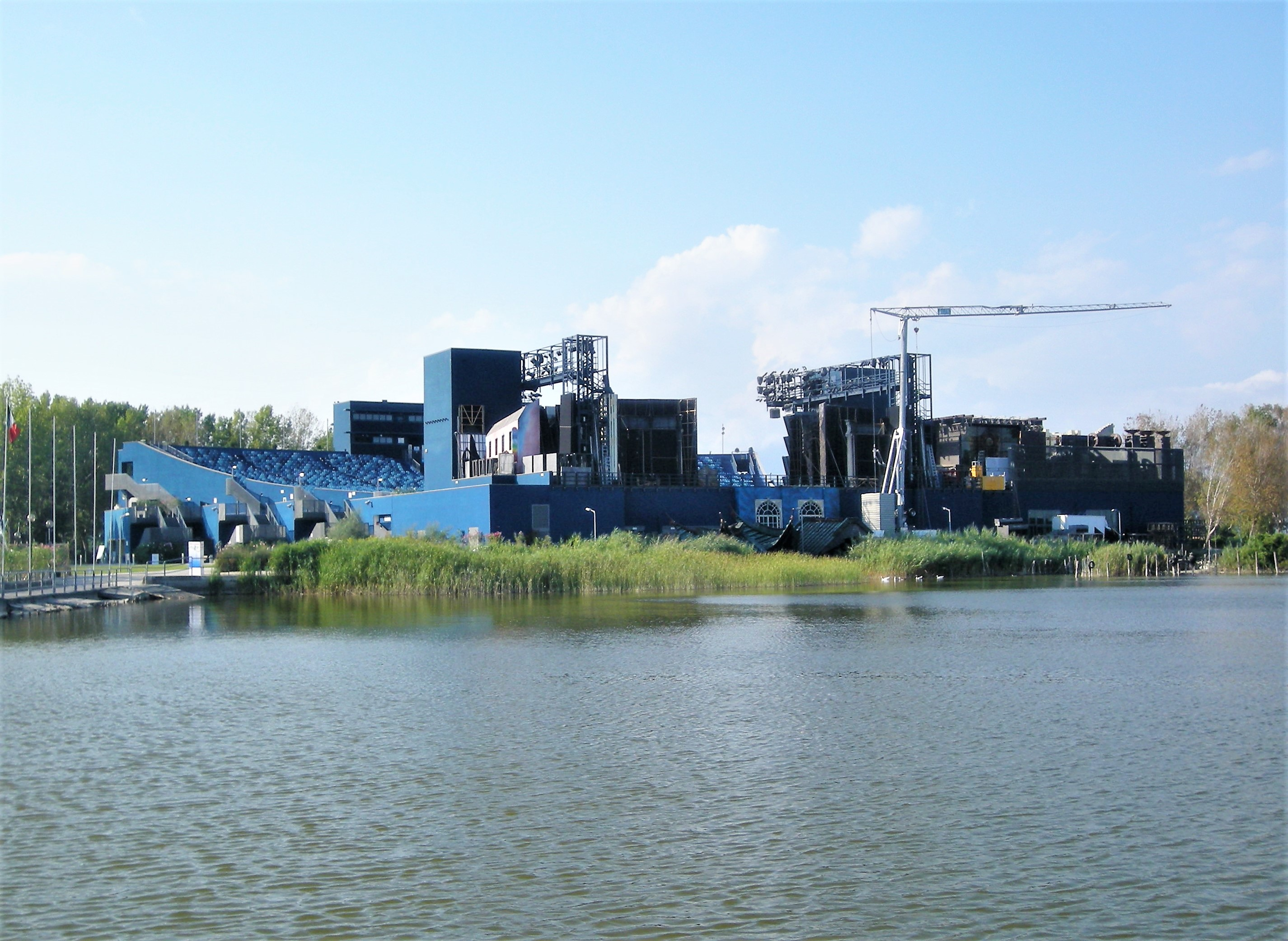
Великий театр Пуччіні просто неба

Фестиваль приваблює до свого театру близько сорока тисяч глядачів. «Театр чотирьох тисяч» (Teatro dei Quattromila) назвали так за його місткість, хоча насправді встановлено 3200 місць, розміщений дуже близько від «Вілли Пуччіні», будинку, який композитор побудував у 1900 році та в якому жив і працював над своїми основними операми, поки забруднення озера не змусило його оселитися у Віареджо в 1921 році. Разом з іншими членами своєї родини, які померли пізніше, Пуччіні похований у маленькій каплиці всередині вілли, в кімнаті, перетвореній на мавзолей після його смерті.
За роки свого існування оперний фестиваль Пуччіні збагатився різними супутніми заходами. Крім основної сцени, на якій в основному виконуються твори Джакомо Пуччіні, в інших приміщеннях відбуваються концерти, написані іншими майстрами, сольні концерти співаків, художні виставки, театральні читання. На віллі композитора зберігаються його останки, тут також ви можете помилуватися знахідками та реліквіями його особистого життя та творчої кар'єри. У наступні роки через політичну та фінансову ситуацію фестиваль не відбувався. Тільки в 1937 році відбувся концерт.
Відновлення фестивалю відбулося після Другої світової війни у 1949 році на відзначення 25-ї річниці смерті Пуччіні. Фестиваль відкрився оперою «Дівчина Заходу» (La fanciulla del West) і продовжувався в 1950-х роках багатьма найвідомішими творами композитора. Однак, лише в 1966 році фестиваль Пуччіні перенесли на меліоровану землю на північ, поблизу невеликої гавані озера і відтоді він став щорічним літнім заходом.

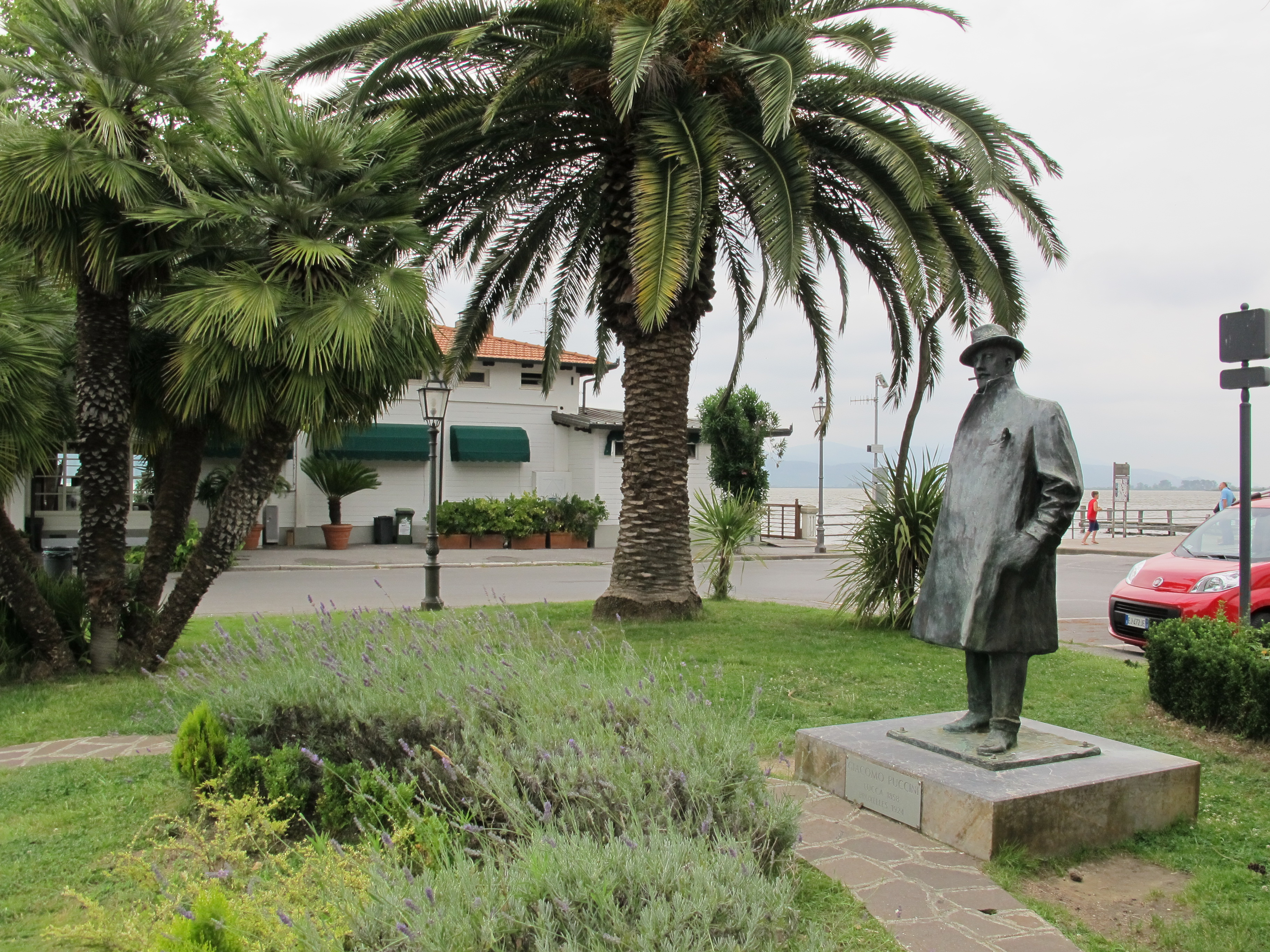
Пам'ятник Джакомо Пуччіні на березі озера

У 1990 році створили Фонд фестивалю Пуччіні, міська влада Віареджо придбала 25 000 м² землі для створення Музичного парку (Parco della Musica) й побудувала на ній театр просто неба, розрахований на 3200 місць. Крім того, побудували інші приміщення для репетицій, а також критий театр-студію на 600 місць.
За роки існування фестивалю на його сцені виступали найвідоміші співаки та музиканти світової опери. Серед них можна відзначити Тіто Гоббі, Маріо дель Монако, Каті Річчареллі, Хосе Кура, Пласідо Домінго, Даніела Дессі, Фабіо Арміліато та багато інших. Багато постановок, створених на фестивалі, згодом з'явилися в оперних театрах по всьому світу.

## Львівський театр опери та балету на 68-му фестивалі Пуччіні
23 серпня 2022 року в театрі просто неба в межах фестивалю Пуччіні відбулася вистава опери «Богема», здійснена Львівським національним академічним театром опери та балету імені Соломії Крушельницької, в якій взяли участь 140 українських артистів і працівників сценічної групи. Опера, на якій були присутні представники посольства Італії та Італійського інституту культури в Києві, транслювалася в прямому ефірі.
На заході також вшанували славну українську оперну співачку Соломію Крушельницьку, з нагоди 150-річчя від дня її народження, яке також відзначає ЮНЕСКО. Ініціатива, спонсорована Міністерством закордонних справ і міжнародної співпраці Італії.